# فرنسا الأبية

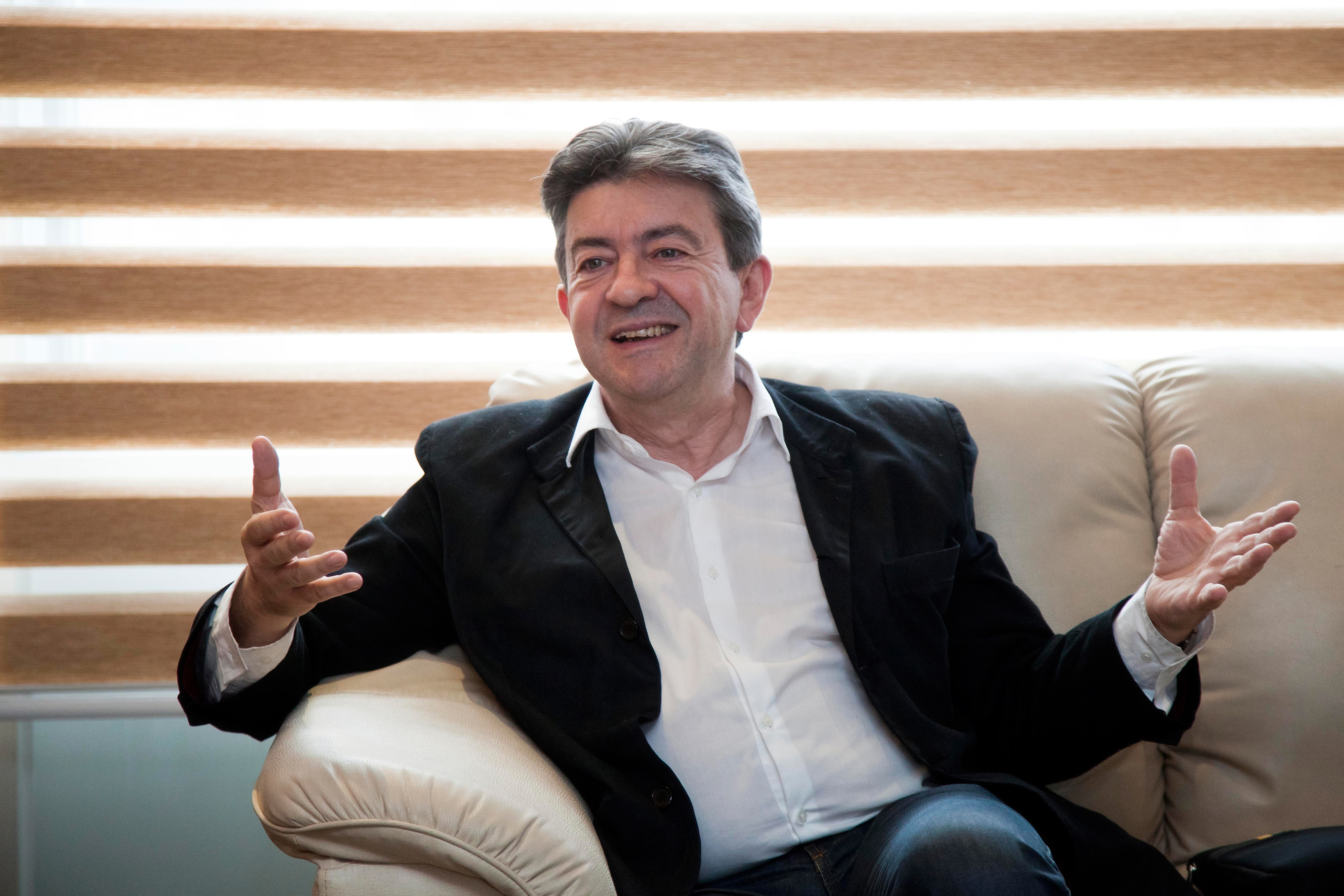
مرشح الحزب جان لوك ميلونشون

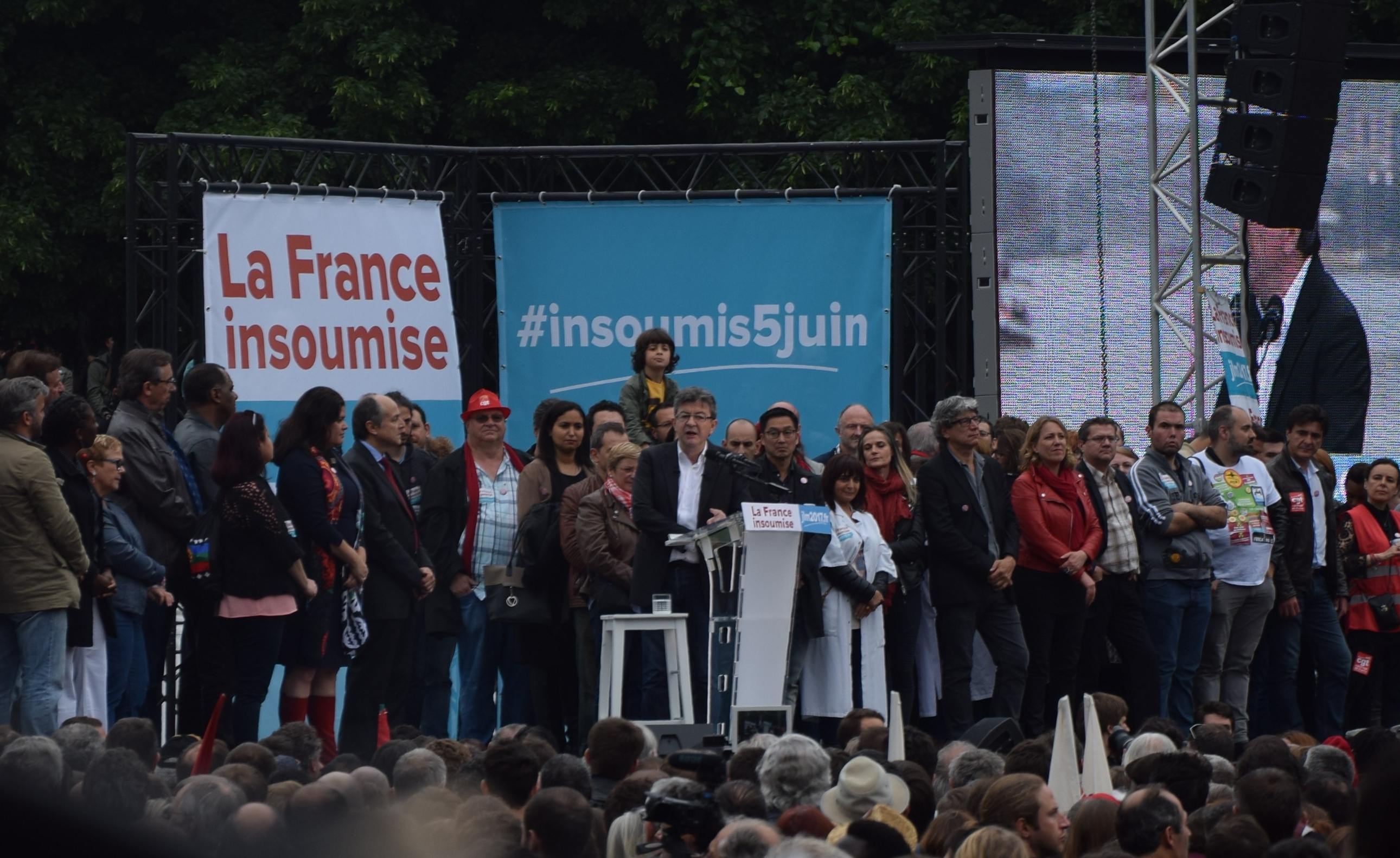
لقاء 5 حزيران 2016

فرنسا الأبية بالفرنسية (France insoumise) التي تُمثل بالشعار الرسمي للبريد إلكتروني فاي (φ) هي حركة أو حزب سياسي الفرنسي أطلقت 10 شباط 2016 لتعزيز ترشيح جان لوك ميلونشون في الانتخابات الرئاسية الفرنسية 2017 وانتخابات مجلس النواب لعام 2017 لتنفيذ برنامج «المستقبل المشترك».
ويرأس حملة للانتخابات مانويل بومبار، السكرتير الوطني لحزب اليسار، هو المتحدث باسم أليكسيس كوربير.
بعد الجولة الأولى من الانتخابات الرئاسية لعام 2017، جاء جان لوك ميلونشون في المركز الرابع برصيد 19.58٪ من الأصوات، والذي لا يسمح له الوصول إلى الدور الثاني. ومع ذلك، يجب أن تذهب في الانتخابات الرئاسية.

## البداية
انطلقت الحركة علنا في 10 شباط 2016. وعقد أول تجمع في ستالينغراد في باريس يوم 5 يونيو 2016 في شكل موكب وكان يشارك فيه 10,000 شخص، وفقا للمنظمين. وعقد الاجتماع الثاني في حدائق مرصد تولوز، 28 أغسطس 2016.
واعتمدت القواسم المشتركة يومي 15 و 16 تشرين الأول 2016 في اتفاقية ليل، الذي شهد جمع ما يقرب من 000 1 شخص (منها ثلثي اختيار عشوائيا) في سانت أندري-ليز-ليل.

## البرنامج

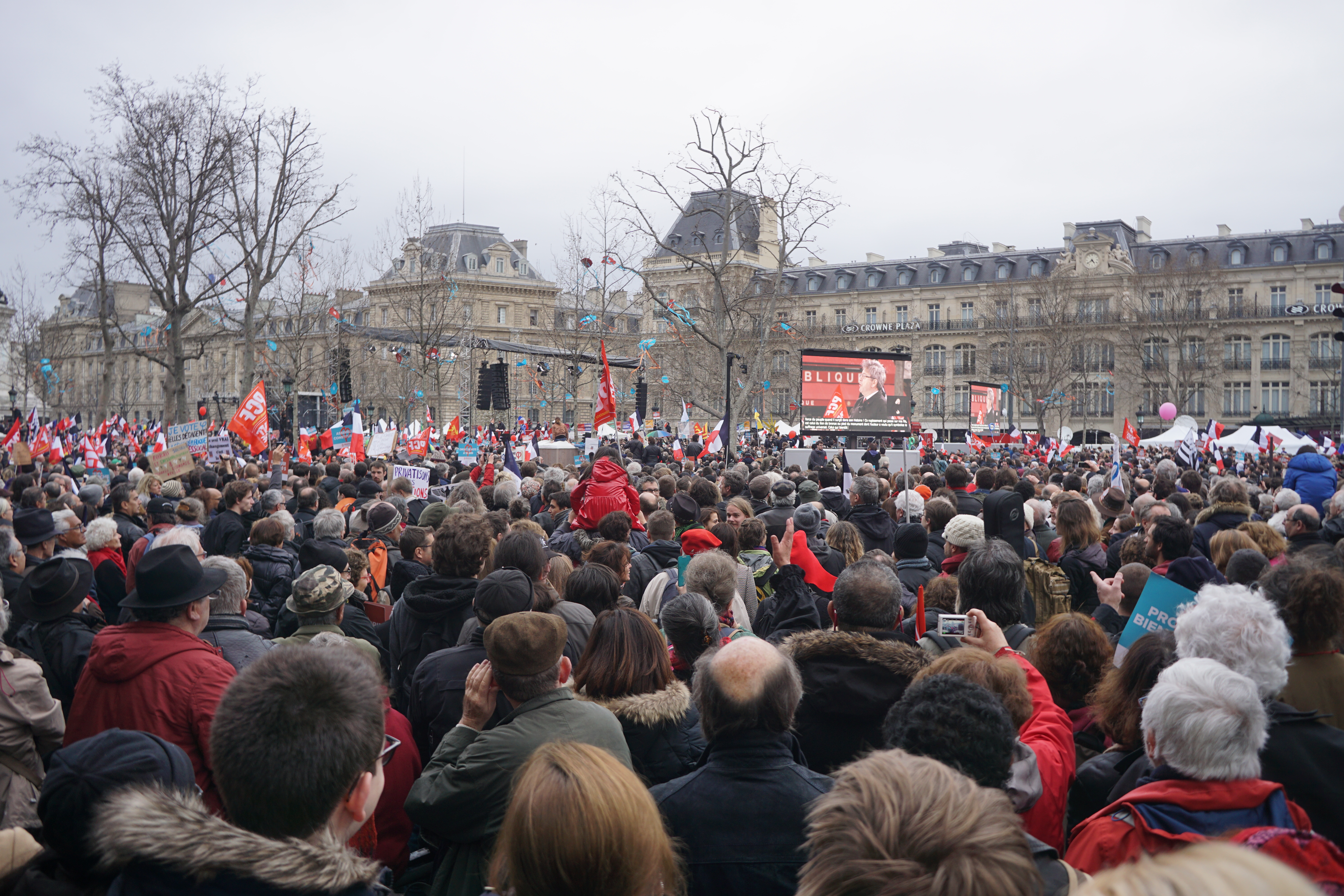
مسيرة في ساحة الجمهورية من أجل الجمهورية

تبنت الحركة 10 مبادئ وتدابير ذات أولوية أقرها مناضليها في اتفاقية ليل التي دعت إلى مواجهة 4 أشياء «حالات الطوارئ الكبرى» الطوارئ الديمقراطي، في حالات الطوارئ الاجتماعي، والطوارئ البيئية والطوارئ الجغرافية السياسية. وقد صوت لهذه المبادئ 77038 صوتاً عبر الإنترنت هذه التدابير العشرة الأولى هي:
- إنشاء جمعية تأسيسية لصياغة دستور الجمهورية السادسة لخلافة الجمهورية الخامسة الحالية. وهذا ما يسمى «النظام الملكي الرئاسي» والحركة تعتقد أن رئيس الجمهورية لديه الكثير من السلطة. ستشكل هذه العملية أيضا فرصة لاقتراح وسائل أخرى مثل الانتخابات البرلمانية النسبية. يعتبر تغيير الدستور، وبالتالي المؤسسات أساسياً بالنسبة للحركة التي ترى أن الامتناع عن التصويت الانتخابي المتزايد يعكس تنكراً من قبل الفرنسين للنظام المؤسسي.
- إلغاء قانون العمل في فرنسا.
- إعادة تأسيس معاهدات الاتحاد الأوروبي، بما في ذلك تغيرات في السياسة النقدية، السياسة الزراعية المشتركة والسياسة البيئية.
- إنشاء خطة الطاقة من أجل الانتقال إلى الطاقة المتجددة بنسبة 100٪ بحلول عام 2050 . يتطلب هذا التحول إنهاء الطاقة النووية منها حركة التبعية الهامة لتوريد اليورانيوم، وعدم سلامة المنشأة، وإدارة النفايات المشعة والتكاليف المالية.
- إنشاء «قاعدة خضراء» لا يأخذ من الطبيعة أكثر مما يمكن تجديده، أو تنتج أكثر مما تحتمل.
- حق استدعاء من المنتخب عن طريق الاستفتاء كوسيلة لتقديم ولاية في السؤال عندما انتخب ليس صحيحا لالتزاماتها، ل.
- حماية السلع المشتركة مثل الهواء والماء والغذاء والمعيشة والصحة والطاقة والمال عن طريق العمل ضد تسويقها من أجل الحفاظ على المصلحة العامة، وتطوير الخدمات العامة.
- فصل الخدمات المصرفية الاستثمارية والتجزئة، لفصل أنشطة المضاربة من أنشطة الإقراض والإيداع من أجل حمايتهم.
- وضع حد أدنى للأجور شهرية من 1326 يورو صافي لمدة 35 ساعة، وزيادة في رواتب المسؤولين المجمدة منذ عام 2010.
- الحرمان من اتفاقيات التجارة الحرة مثل الشراكة التجارية والاستثمارية العابرة للأطلسي (TAFTA) أو الاتفاقية الاقتصادية والتجارية الشاملة (CETA).[6]

## التمويل
اشتراكات الأعضاء